# Scotorythra dissotis
Scotorythra dissotis är en fjärilsart som beskrevs av Edward Meyrick 1899. Scotorythra dissotis ingår i släktet Scotorythra och familjen mätare. Inga underarter finns listade.